# Anchon malakandensis
Anchon malakandensis är en insektsart som beskrevs av Khan, Yasmeen och S. Ahmad 1979. Anchon malakandensis ingår i släktet Anchon och familjen hornstritar. Inga underarter finns listade i Catalogue of Life.